# Kerntechnische Anlage Schelesnogorsk

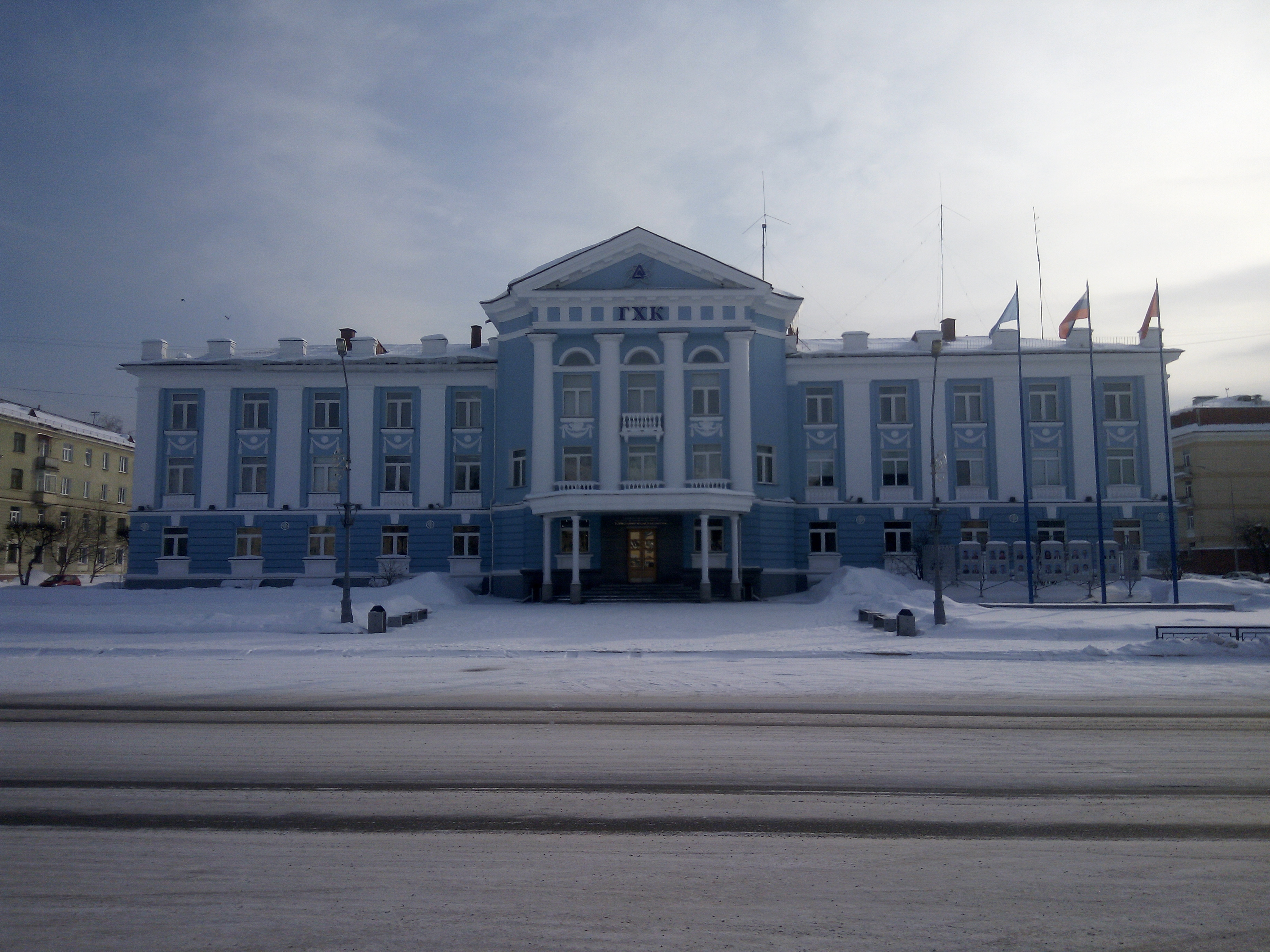
Hauptgebäude

Die Kerntechnische Anlage Schelesnogorsk (Bergbau- und Chemiekombinat, russisch Горно-химический комбинат, Abkürzung GChK, ursprünglicher Name Kombinat 815) ist eine kerntechnische Anlage, die zehn Kilometer von den Wohngebieten der russischen geschlossenen Stadt Schelesnogorsk (Krasnojarsk-26) entfernt liegt. Die Anlage befindet sich etwa 50 Kilometer nordöstlich von Krasnojarsk am Fluss Jenissei in der Region Krasnojarsk in Sibirien und wurde 1950 gegründet. In Schelesnogorsk leben fast 100.000 Menschen, von denen 8.000 in der Anlage arbeiten. Der Betreiber ist die Föderale Agentur für Atomenergie Russlands.

## Struktur und Lage

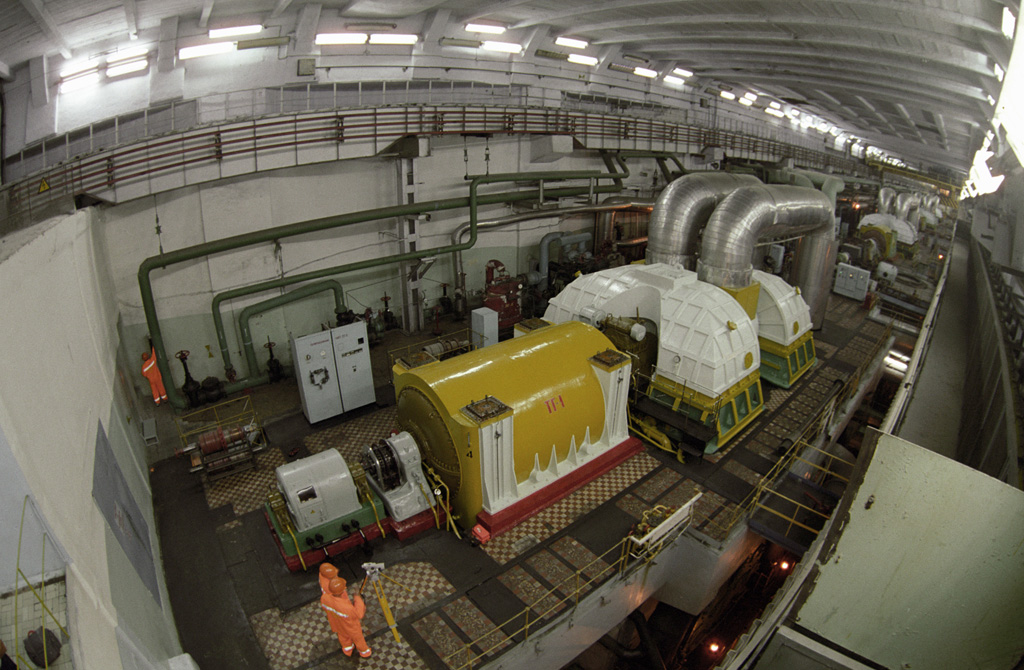
Unterirdische Maschinenhalle

Das oberirdische Gebiet der Anlage ist 17 Quadratkilometer groß und liegt in einem Bergmassiv am östlichen Ufer des Jennisei. Die kerntechnische Anlage kann in folgende wesentliche Funktionsbereiche eingeteilt werden:
- Reaktoranlagen
- radiochemisches Werk
- teilweise fertiggestellte Wiederaufarbeitungsanlage RT2
- technische Bereiche

Die gesamten Reaktoranlagen, die radiochemischen Werke, die Labors und die Lagereinrichtungen befinden sich in 200 bis 250 Metern Tiefe.
Der Gesamtkomplex ist von drei verschiedenen Sicherheitszonen umschlossen.

## Frühe Geschichte der Anlage
Am 26. Februar 1950 wurde beschlossen, die Anlage zur Produktion von Plutonium für Kernwaffen zu errichten. Später begann der Bau der unterirdischen kerntechnischen Anlage, die zunächst unter der unverdächtigen Bezeichnung Bergbau- und Chemiekombinat – Krasnojarsk-26 firmierte. Das Projekt wurde zu einem wichtigen Teil des russischen Kernwaffenprogramms. Innerhalb von wenigen Jahren wurde der größte unterirdische Nuklearkomplex der Welt mit 3.500 Räumen, Hallen und Röhren errichtet. Berichten zufolge wurden mehr als 40 Tonnen Plutoniumdioxid für Waffen produziert. Die Wiederaufbereitung der Brennelemente erfolgte zwischen 1958 und 1964 in den radiochemischen Werken in Tscheljabinsk-65 (Kerntechnische Anlage Majak) und/oder Tomsk-7 (Kerntechnische Anlage Tomsk). Im Jahr 1964 nahm das eigene unterirdische radiochemische Werk  seinen Betrieb auf und begann mit der Wiederaufbereitung abgebrannter Brennelemente aus den drei Plutoniumreaktoren zu militärischen Zwecken.

## Reaktoranlage
In Schelesnogorsk befinden sich drei Graphitreaktoren zur Produktion von Plutonium: der AD, der ADE-1 und der ADE-2. Diese sind ähnlich wie die inzwischen stillgelegten Plutonium-Produktionsreaktoren der USA auf der Hanford Site aufgebaut. Der erste Reaktor ging am 25. August 1958 in Betrieb, und der zweite begann 1961 mit der Produktion von Plutonium-239 für Kernwaffen. Beide Reaktoren wurden direkt mit Wasser aus dem Jenissei gekühlt. Für ihren Betrieb wurde Kühlwasser aus dem an dieser Stelle 100 Meter breiten Jenissei gepumpt und an anderer Stelle wieder in den Fluss zurückgeleitet.  Der AD- und der ADE-1-Reaktor wurden unter dem Eindruck der Katastrophe von Tschernobyl (1986) im Juni und September 1992 stillgelegt.
Beim neuesten Reaktor in Schelesnogorsk handelt es sich um einen leichtwassergekühlten graphitmoderierten, mit Natururan betriebenen Druckröhrenreaktor mit einem geschlossenen Kühlkreislauf vom Typ ADE (ADE-2), der 1964 in Betrieb ging und bis zum 1. Juni 2009 Plutonium produzierte. Nach einem Vertrag zwischen den USA und Russland von 1994 sollte der ADE-2 bereits bis 2000 heruntergefahren werden. Da der ADE-2 zusätzlich Fernwärme und elektrische Energie für die lokale Bevölkerung erzeugte, konnte er nicht abgeschaltet werden, bevor eine Ersatzenergiequelle für Schelesnogorsk und das benachbarte Sosnowoborsk zur Verfügung stand. Russland sagte jedoch zu, das produzierte spaltbare Material nicht für Waffen zu verwenden. Nachdem der Reaktor allein im Jahr 2007 in 13 Fällen wegen technischer Probleme abgeschaltet werden musste, wurde er am 15. April 2010 endgültig stillgelegt.
Der ADE-2 war der letzte in Betrieb befindliche der 13 russischen Plutoniumreaktoren und der einzige noch in Betrieb befindliche Reaktor dieses Typs.
Ein Spezialist von Rosatom teilte mit, dass jeder der drei Reaktoren in Schelesnogorsk 1,5 Tonnen Plutonium im Jahr produzierte. Bis 1990 wurden so insgesamt etwa 44,7 Tonnen Plutonium produziert.

## Radiochemische Werke
Der wichtigste Ablauf im radiochemischen Werk, die Wiederaufarbeitung, umfasst die Auflösung von Uranmetall in Salpetersäure, die Trennung von Uran und Plutonium sowie die Dekontamination von radioaktiven Spaltprodukten. Plutoniumdioxid, das Endprodukt des Prozesses, wurde in Majak und/oder Tomsk zu Komponenten für Kernwaffen verarbeitet. Innerhalb der radiochemischen Werke befinden sich Lager für Plutoniumdioxid. Die hoch-, mittel- und  schwach radioaktiven Abfälle wurden in flüssiger Form in Bohrlöchern in tiefen geologischen Formationen eingelagert (Endlager). Die betreffende Lagerstätte wurde seit 1962 für schwachradioaktive und seit 1967 für hoch- und mittelradioaktive Abfälle genutzt.
1972 begann die Sowjetunion mit dem Bau eines Komplexes zur Lagerung und Wiederaufarbeitung von Brennelementen von zivilen Leichtwasser-Leistungsreaktoren. Der Bau der Lagereinrichtungen für den Brennstoff, die sich zwischen dem alten unterirdischen Komplex und den Einlagerungsstätten für Abfälle befinden, wurde im Jahr 1976 fertiggestellt.

## Wiederaufarbeitungsanlage RT-2
Die Pläne für den Bau der Anlage RT-2, die ebenfalls als Wiederaufarbeitungsanlage für abgebrannte Brennelemente sowie zur Herstellung von MOX-Brennelementen dienen sollte, entstanden in den späten 1970er-Jahren. Sie wurde für die Wiederaufarbeitung abgebrannter Brennelemente aus WWER und RBMK sowie aus ausländischen Leichtwasserreaktoren konzipiert. Die geplante Kapazität liegt bei 1.500 Tonnen Brennstoff pro Jahr. Darüber hinaus könnten zehn Tonnen Plutonium pro Jahr extrahiert werden.
Der erste Teil der Anlage, der 1985 fertiggestellt wurde, befasst sich mit der Entsorgung und Lagerung abgebrannter Brennelemente. Der Bau der Wiederaufarbeitungsanlage selbst begann 1984, wurde aber im Jahr 1989 aufgrund fehlender Finanzierungsmöglichkeiten und öffentlichen Widerstandes gestoppt. Am 1. Januar 1996 wurde erklärt, dass der Bau der Anlage RT-2 zu 30 % abgeschlossen wurde. Es wird auch berichtet, dass abgebrannte Brennelemente in den Reaktorgebäuden in Schelesnogorsk und in einem Zwischenlager neben der RT-2-Baustelle gelagert wurden. Die Lagerkapazität betrug 2001 etwa 6.000 Tonnen.
Derzeit werden abgebrannte Brennelemente mindestens 30 Jahre in einem 10 Meter tiefen Becken "nass" gelagert. Im November 2000 kündigte ein Vertreter von Minatom an, dass die RT-2-Anlage bis 2015 fertiggestellt werde und zusätzlich „trockene“ Lagereinrichtungen gebaut würden.

## Umstrukturierungs-Perspektiven
Am 12. März 2003 wurde in Wien durch die Vertreter Russlands und der Vereinigten Staaten eine Vereinbarung zur Verringerung der Bedrohung durch Massenvernichtungswaffen durch eine Beendigung der Produktion von Plutonium in amerikanischen und russischen Reaktoren unterzeichnet. Als Teil der Vereinbarung hat das US-amerikanische Department of Energy, gemeinsam mit den Partnern in Russland, durch fossil befeuerte Kraftwerke zur Wärme- und Stromproduktion einen Ersatz für die Reaktoren in Schelesnogorsk und Sewersk geschaffen. Die Kosten betrugen etwa 350 Mio. Dollar, die Zeit bis zur Vollendung des Projekts lag bei ca. acht Jahren. Der letzte betriebene Reaktor ADE 2 wurde in dieser Periode stillgelegt (siehe oben). Ab der Heizsaison 2010/2011 erfolgte die Wärmeversorgung durch ein neu errichtetes fossiles Heizkraftwerk.
Laut Rosatom wurde zum ersten Mal kein Protestbrief gegen den geplanten Bau eines Kernkraftwerks eingereicht, sondern Klage dagegen erhoben, dass der Reaktor außer Betrieb genommen und kein neuer gebaut wurde. Eine Protestklage gegen die Stilllegung lautete: "Wir wollen reine Luft und weißen Schnee." Der Standort für das Wärmekraftwerk sei äußerst ungünstig gewählt, da der Wind größtenteils vom Kraftwerk in die Stadt weht. Die klagenden Bürger forderten entweder den Weiterbetrieb des alten oder den Bau eines neuen Kernreaktors. Die Schließung war jedoch nicht zu verhindern, da ein nuklearer Weiterbetrieb nicht mit dem russisch-amerikanischen Vertrag zu vereinbaren war.
Nach offiziellen Angaben werden in Schelesnogorsk 1.000 t abgebrannte Brennelemente der Kernkraftwerke vom Typ WWER-1000 mit einer Strahlenaktivität von 18,5 Exabecquerel (EBq) (500 Millionen Curie) zwischengelagert. Die Atomüberwachungsbehörde bezifferte 1993 die Menge der auf dem Gelände deponierten Nuklearabfälle auf vier Millionen Kubikmeter, mit einer Strahlenaktivität von 25,8 EBq (700 Millionen Curie). Russlands Atomministerium plant den Bau eines neuen, trockenen Lagers mit einem Fassungsvermögen von 33.000 Tonnen für in- und ausländischen Atommüll. Voraussichtlich kommen dadurch 740 EBq (20 Milliarden Curie) radioaktive Belastung dazu.
Das Bergbau- und Chemiekombinat beteiligt sich am MPC & A-Programm des US Department of Energy zur Erhöhung der Sicherheit durch physischen Schutz sowie Verbesserung der Steuer- und Rechentechnik. Im Rahmen der Nuclear-Cities-Initiative erfolgte die erste Besichtigung der Anlage durch US-Bürger im Juni 1996.